# Maud Watsonová
Maud Watsonová (9. října 1864, Harrow, Londýn – 5. června 1946, Charmouth, Dorset) byla anglická tenistka, historicky první vítězka dvouhry ve Wimbledonu.

## Osobní život
Narodila se v londýnském Harrow jako dcera místního faráře. Se soutěžním tenisem začala v roce 1881. V roce 1884 zvítězila ve dvouhře 1. ročníku nejslavnějšího turnaje ve Wimbledonu, kterého se zúčastnilo třináct hráček. Ve finále porazila svou starší sestru Lillianu Watsonovou 6–8, 6–3, 6–3. Do roku 1901 byl turnaj uzavřen jen pro britské tenisty.
Následujícího roku 1885 titul z Wimbledonu zopakovala, když ve finále porazila Blanche Bingleyovou 6–1, 7–5. V dalším ročníku 1886 se výsledek obrátil a Watsonová s Bingleyovou ve finále prohrála 6–3, 6–3.
Žila ve farním kostele v Berkswellu, blízko Solihullu ve Warwickshire, kde je i pohřbena.

## Grand Slam – statistika
- Wimbledon
  - Vítězka dvouhry: 1884, 1885
  - Finalistka dvouhry: 1886

## Finálová utkání na Grand Slamu

### Vítězství (2)
| Rok  | Turnaj        | Finalistka         | Výsledek      |
| 1884 | Wimbledon     | Lillian Watsonová  | 6–8, 6–3, 6–3 |
| 1885 | Wimbledon (2) | Blanche Bingleyová | 6–1, 7–5      |

### Finalistka (1)
| Rok  | Turnaj    | Vítězka            | Výsledek |
| 1886 | Wimbledon | Blanche Bingleyová | 6–3, 6–3 |